# لمطاهرة الطورش (أولاد علي بن لحسن)
لمطاهرة الطورش هو دُوَّار يقع بجماعة تندرارة، إقليم فكيك، جهة الشرق في المملكة المغربية. ينتمي الدوّار لمشيخة أولاد علي بن لحسن التي تضم 6 دواوير. يقدر عدد سكانه بـ 131 نسمة حسب الإحصاء الرسمي للسكان والسكنى لسنة 2004.

## روابط خارجية
- البوابة الوطنية للجماعات الترابية نسخة محفوظة 12 مارس 2018 على موقع واي باك مشين.
- المندوبية السامية للتخطيط